# انوبياك
الأنوبياك (بالإنجليزية: Inupiat)‏ هم إحدى قبائل الإنويت من سُكان ألاسكا الأصليين. موطنهم الأصلي يمتد على طول خليج نورتون سوند في بحر بيرنغ على الحدود الكندية. موطنهم الحالي يحتوي على 7 قُرى بالاسكا في مقاطعة نورث سلوب بورو، و11 قرية في مقاطعة نورث ويست ارتيك بورو، و16 قرية تابعة مؤسسة مضيق بيرينغ.